# Rolf Gustavsson (friidrottare)
För andra med samma eller liknande namn, se Rolf Gustafsson (olika betydelser)
Rolf Christer Gustafsson, född 15 mars 1956, är en svensk före detta friidrottare (slägga), tävlande för Kils AIK.